# Stereodontopsis excavata
Stereodontopsis excavata là một loài Rêu trong họ Hypnaceae. Loài này được (Broth.) Ando miêu tả khoa học đầu tiên năm 1971.